# سیارک ۷۲۰

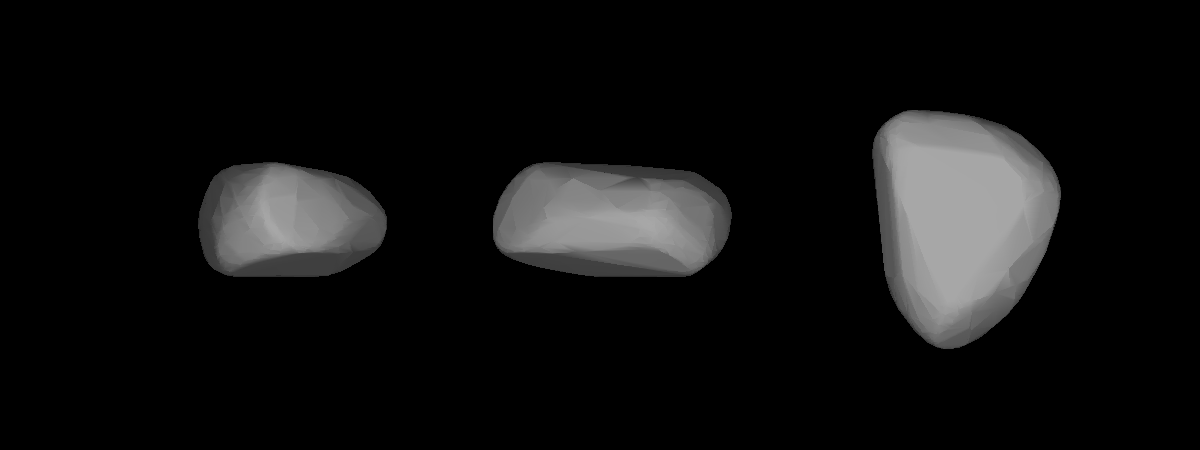
مدل سه‌بُعدی سیارک ۷۲۰ بر طبق منحنی نور آن

سیارک ۷۲۰ (به انگلیسی: 720 Bohlinia، نامگذاری:1911MW) هفتصد و بیستمین سیارک کشف شده‌است که در ۱۸ اکتبر ۱۹۱۱ و در هایدلبرگ کشف شد.
قدر مطلق سیارک برابر ۹٫۷۱ است.